# A-ha – The Movie
A-ha – The Movie ist ein Dokumentarfilm von Thomas Robsahm über die norwegische Popgruppe a-ha, der im Juni 2021 beim Tribeca Film Festival seine internationale Premiere feierte und am 14. September 2021 in die deutschen Kinos kam.

## Inhalt
Der Film verwendet neue Interviews und Filmmaterial hinter den Kulissen, um die norwegische Popgruppe a-ha zu porträtieren.
Morten Harket, Magne Furuholmen und Pål Waaktaar-Savoy sind drei Musiker, nunmehr alle Mitte Fünfzig, die seit der Gründung von a-ha im Jahre 1982 eine Reihe großer, international erfolgreicher Hits schrieben. Nun sind sie wieder auf Tour und spielen in riesigen ausverkauften Arenen weltweit vor Fans in jeder Altersgruppe. Wenn sie die Konzerte verlassen, fahren sie einzeln in ihre Hotels, jeder in einer eigenen schwarzen Limousine. Gemeinsam sieht man sie nur auf der Bühne. Sie waren seit dem Kindesalter Freunde, zwei von ihnen, Magne und Paul, gründeten im Alter von 10 Jahren ihre erste gemeinsame Band, doch als sich der Erfolg einstellte, begann die Freundschaft zu leiden, aber a-ha ist eben ihr gemeinsames Kind, und daher raufen sie sich immer wieder zusammen.

## Produktion

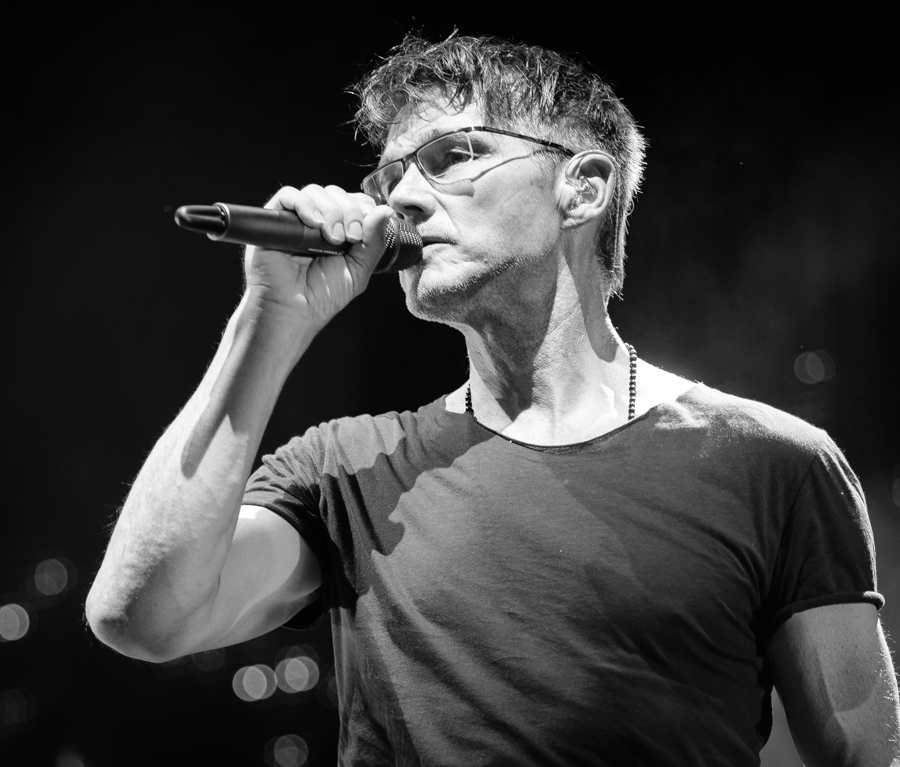
Morten Harket

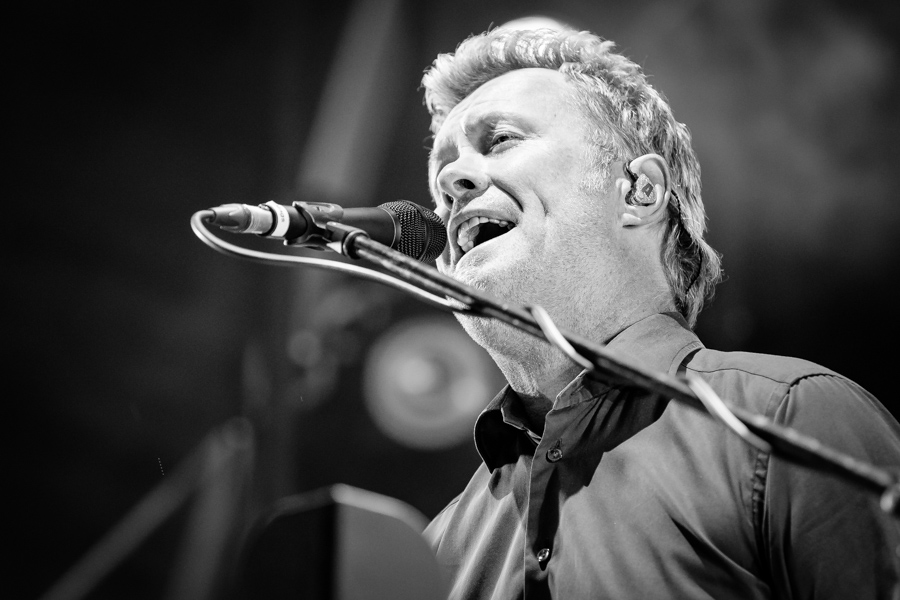
Magne Furuholmen

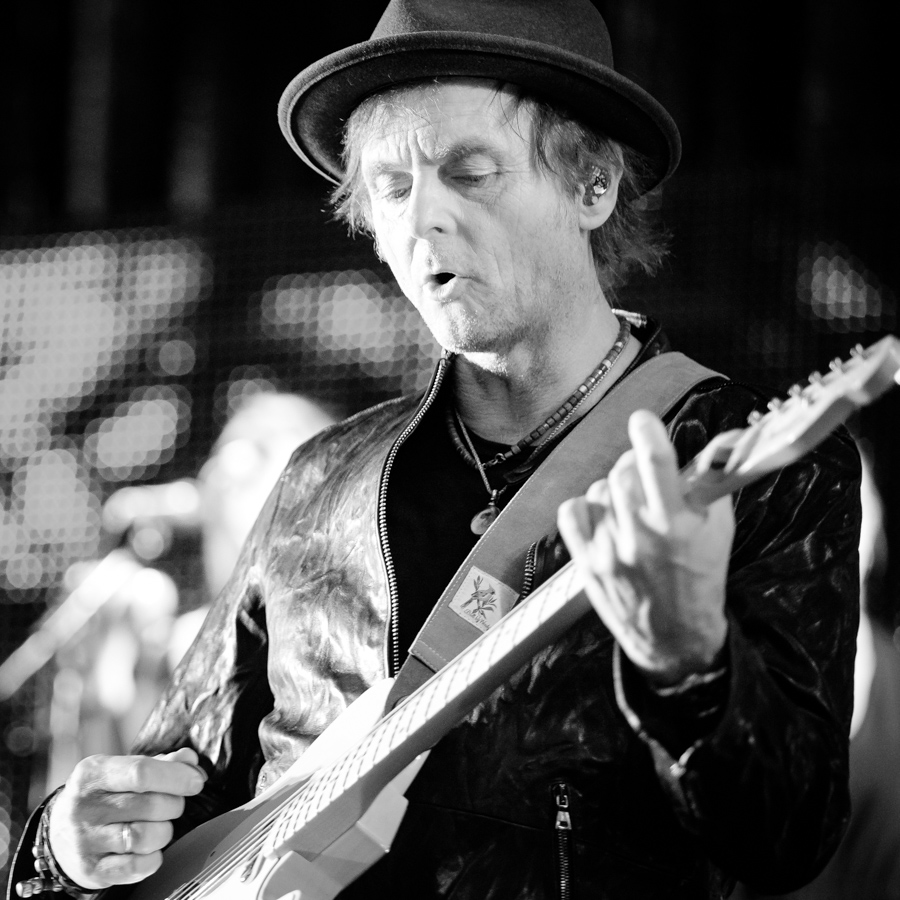
Pål Waaktaar-Savoy

Regie führte Thomas Robsahm, der auch das Drehbuch schrieb. Nach Moderne slaveri aus dem Jahr 2009 handelt es sich um den zweiten Dokumentarfilm des Amanda-Preisträgers.
Die Mitglieder von a-ha sind Morten Harket, Magne Furuholmen und Pål Waaktaar-Savoy. Neben Archivmaterial und Musikvideos verwendete Robsahm auch aktuelle Interviews mit den drei Musikern und Aufnahmen von hinter den Kulissen.
Das Projekt erhielt Produktionsförderungen von der Nordmedia - Film- und Mediengesellschaft Niedersachsen/Bremen mbH in Höhe von 50.000 Euro, vom Deutschen Filmförderfonds in Höhe von rund 47.600 Euro, vom Norwegischen Filminstitut und vom Nordisk Film & TV Fond.
Eine erste Vorstellung erfolgte Ende November 2020 im Colosseum Kino in Oslo. Die internationale Premiere war am 12. Juni 2021 beim Tribeca Film Festival. Am 18. Juni 2021 soll der Film in die norwegischen Kinos kommen. Anfang Juli 2021 wurde der Film auch beim Filmfest München gezeigt, Ende August 2021 beim norwegischen Filmfestival in Haugesund. Der Kinostart in Deutschland erfolge am 14. September 2021. Am 8. April 2022 kam der Film in ausgewählte US-Kinos. Die unterschiedliche Laufzeit in den verschiedenen Märkten erklärt sich dadurch, dass neben einer 108-minütigen auch eine 90-Minuten-Version und eine 52-Minuten-Version des Films existieren.

## Rezeption

### Kritiken
Von den bei Rotten Tomatoes aufgeführten Kritiken sind 81 Prozent positiv.
Michael Meyns schreibt in seiner Funktion als Filmkorrespondent der Gilde deutscher Filmkunsttheater, im Gegensatz zu vielen Dokumentarfilmen über Berühmtheiten, die sich in hagiographischen Huldigungen verlieren, erlaubten die Regisseure in A-ha – The Movie, vor allem aber auch die Musiker, dass Konflikte und Animositäten deutlich zu Tage treten. Ob das Trio sich noch als Freunde bezeichnen würde, dürfe man getrost bezweifeln, doch der Film mache auch deutlich, dass die drei Musiker ein tiefer Respekt vor dem jeweiligen Talent des jeweils anderen verbindet, und zeige auch deren Lust, gemeinsam die Songs zu spielen, die sie zu den Weltstars gemacht haben.

### Auszeichnungen
Tribeca Film Festival 2021
- Nominierung in der Sektion Spotlight Documentary[9]